# Jamonero

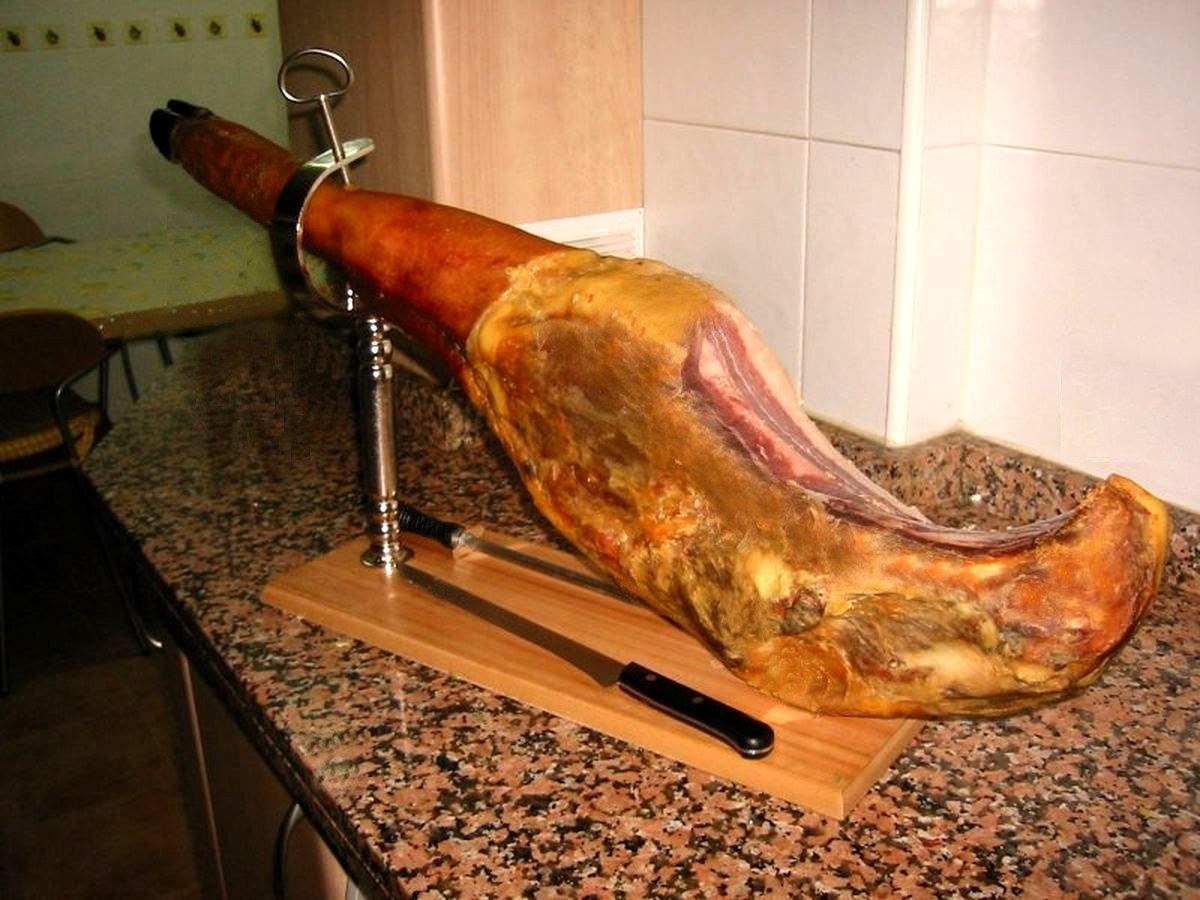
Un cosciotto di jamón serrano fissato ad una jamonera, con in primo piano un cuchillo jamonero

Un jamonero è un tipo di morsetto fissato a un supporto di legno, specificamente progettato per trattenere una coscia di jamón serrano o jamón ibérico durante l'affettatura con lo specifico coltello a lama lunga e flessibile (cuchillo jamonero).
Il jamonero è originario della Spagna e tradizionalmente ha una base di legno semplice e robusta sulla quale sono fissati una punta di metallo e un morsetto. L'estremità più sottile della gamba è fissata in posizione elevata, mentre il gambo poggia sul legno, assicurato dalla punta. 
Una volta collocato, il prosciutto viene normalmente conservato in questo modo a temperatura ambiente, spesso semplicemente coperto con un telo per evitare un'asciugatura eccessiva.